# 山中満幸
山中 満幸（やまなか みつゆき）は、戦国時代の武将。尼子氏の家臣。

## 生涯
永正17年（1520年）、出雲国の戦国大名尼子氏の家臣・山中勝重または山中貞幸の子として誕生。
尼子経久・晴久に仕えた。天文15年（1546年）9月20日に27歳で死去したとされるが、鴻池家系図によれば永正6年（1509年）に生まれ、父の跡を継いで白鹿城主となり4千貫を継ぎ、山中兵部大夫と称した。智勇に優れた武将であったが、天文13年（1544年）8月7日、父・貞幸に先んじて36歳で死去したと記している。法名は忠誠院殿秋峯億勇大禅定門、または天海であること以外は詳細不明。
なお、『佐々木文書』には山中氏始祖・山中幸久の存在は無いため、宇多源氏ではなく橘姓近江山中氏が尼子氏下向時に一緒に下向したと思われる。満幸の存在も架空だと思われる。